# Hondarribia

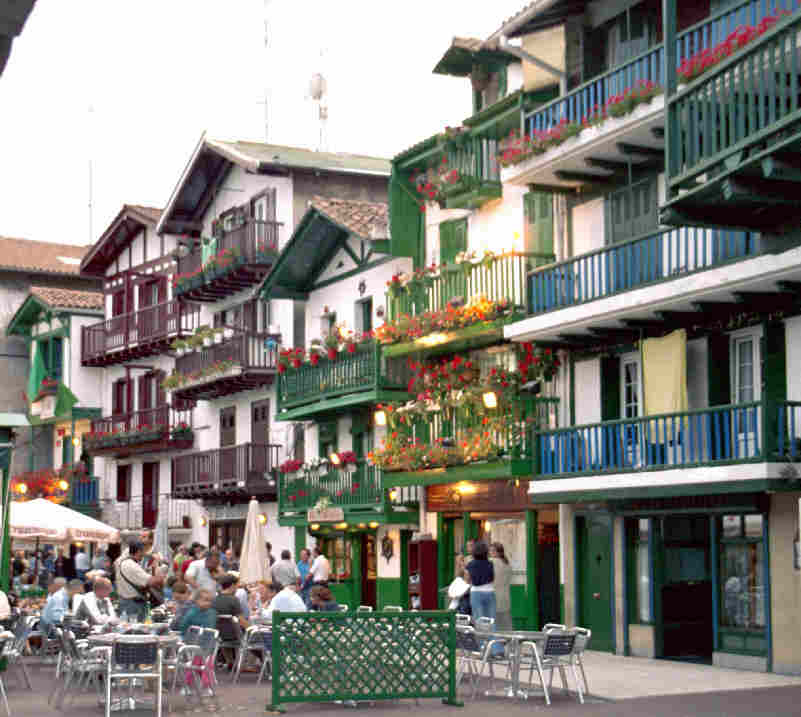
Hondarribia's fishermen's quarter

Hondarribia là một đô thị trong tỉnh Guipúzcoa thuộc cộng đồng tự trị Xứ Basque, Tây Ban Nha.
Dân số năm 2005: 15.700 người.